# Безрученко, Валерий Павлович
Вале́рий Па́влович Безру́ченко (1940 — 2011) — советский и российский кларнетист, солист ЗКР АСО Ленинградской филармонии, профессор Санкт-Петербургской консерватории, заслуженный артист РСФСР (1972), заслуженный деятель искусств РСФСР (1983), лауреат всесоюзного и международных конкурсов. В 2004 году указом Президента России награждён Орденом Почёта за многолетнюю плодотворную деятельность в области культуры и искусства.

## Биография
Родился в Ленинграде 3 марта 1940 года.
Первые музыкальные впечатления получил, слушая музыку духовых оркестров в Пушкине, игре на кларнете начал учиться в возрасте одиннадцати лет в детской музыкальной школе Московского района Ленинграда в классе Александра Быстрицкого. Быстро прогрессируя, два года спустя Безрученко переходит в школу-десятилетку при Ленинградской консерватории (класс Михаила Юшкевича). Опытный и чуткий педагог, воспитанник Ленинградской консерватории, Юшкевич привил своему ученику музыкальный вкус и помог развитию его исполнительского мастерства. В 1957 Безрученко поступает в консерваторию в класс профессора Владимира Генслера. Первый успех молодого музыканта на международной арене ― конкурс в рамках Всемирного фестиваля молодёжи и студентов в Вене (1959), где он блестяще выступил, завоевав первую премию. В том же году, выдержав серьёзный отбор, Безрученко становится артистом Заслуженного коллектива республики ― оркестра Ленинградской филармонии. В 1957―1962 он часто выступает с сольными концертами, исполняя сочинения классического и современного советского репертуара для кларнета. Постоянной партнёршей Безрученко по ансамблю в это время была пианистка Нора Нуриджанян.
В 1962 Безрученко заканчивает консерваторию и поступает в аспирантуру к Владимиру Генслеру. В следующем году Генслер внезапно умирает, и Безрученко приходится в одиночку готовиться к Всесоюзному конкурсу музыкантов-исполнителей. На этом конкурсе ленинградский музыкант одерживает блестящую победу (первой премии также были удостоены московские кларнетисты Владимир Соколов и Лев Михайлов). Совершенствование в аспирантуре музыкант продолжил под руководством В. Н. Красавина. Следующие этапы творческого пути Валерия Безрученко ― конкурсы в Будапеште (1965; восторженного отзыва французского гобоиста М. Бурга удостоилось его исполнение Рапсодии Дебюсси) и Праге («Пражская весна», 1968), сольные концерты, выступления на радио, записи на пластинки. Безрученко продолжал также работать в оркестре и выступать как камерный музыкант. В эти годы формируется состав духового квинтета Ленинградской филармонии, куда помимо Безрученко вошли Лев Перепёлкин (флейта), Владимир Курлин (гобой), Лев Печерский (фагот), Виталий Буяновский (валторна). Этот ансамбль также много выступал с концертами и записывался.
Педагогическую деятельность Безрученко вёл с 1963 в школе-десятилетке, а после кончины В. Генслера ― и в Консерватории (с 1980 года — доцент, с 1987 ― профессор). Среди учеников В. П. Безрученко ― Народный артист России В. Б. Карлов, М. В. Кунявский, дипломант Всероссийского конкурса В. Ф. Корнилов, Заслуженный артист России В. А. Кулык и другие музыканты.
Умер 25 февраля 2011 года в Санкт-Петербурге, похоронен на кладбище Санкт-Петербургского крематория.

## Исполнительская деятельность
Репертуар Валерия Безрученко охватывал широкий диапазон произведений и стилей: от классических концертов до сочинений современных авторов. На радио и пластинки им записаны сочинения И. С. Баха, Мессаже, Мартину, Пуленка в ансамбле с Норой Нуриджанян, Концерт Моцарта с камерным оркестром под управлением Неэме Ярви, квинтеты для духовых и фортепиано Бетховена и Моцарта с солистами Заслуженного коллектива, Октет Стравинского (об этом исполнении одобрительно отзывался автор, находившийся на гастролях в СССР) и другие сочинения. Сольные концерты кларнетиста в Малом зале Филармонии всегда пользовались большим успехом.

## Награды и звания
- Лауреат I премии конкурса исполнителей в рамках VII международного фестиваля молодёжи и студентов (Вена, 1959)
- Лауреат I премии Всесоюзного конкурса музыкантов-исполнителей (Ленинград, 1963)
- Дипломант международного конкурса (Будапешт, 1965)
- Лауреат I премии международного фестиваля «Пражская весна» (1968)
- Заслуженный артист РСФСР (20 января 1972)
- Заслуженный деятель искусств РСФСР (1983)
- Орден Почёта (2004)[6]
- премия «За выдающиеся заслуги в воспитании концертных исполнителей» (2009)